# Voyage en Orient (Lamartine)
Voyage en Orient est un ouvrage d'Alphonse de Lamartine, publié en 1835.

## Présentation générale
Après avoir évoqué l'Italie dans son roman autobiographique Graziella, Lamartine dévoile dans ce vaste récit sa permanente fascination pour l'Orient.
Le titre complet de l'édition originale est plus long : Impressions, souvenirs, pensées et paysages pendant un voyage en Orient, 1832-1833, ou Notes d'un voyageur. Mais le titre court, Voyage en orient, fut retenu définitivement dès 1841 ; ce titre "consacra une expression qui fit fortune", notamment pour Nerval, qui publia son propre Voyage en Orient en 1851.

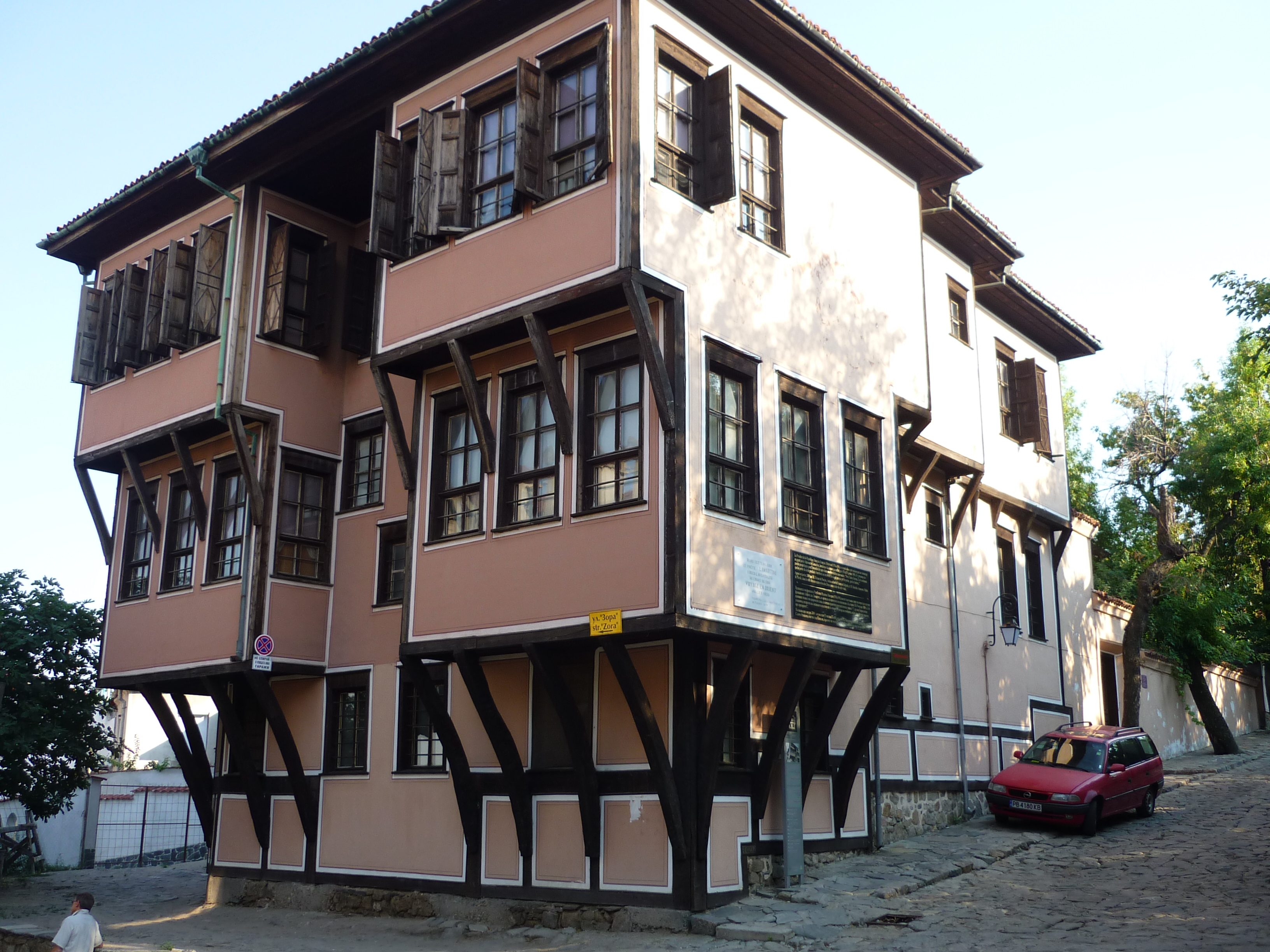
Maison où logea Lamartine lors de son séjour à Plovdiv, en Bulgarie alors sous domination ottomane.

Cette œuvre, qui évoque le voyage effectué entre juillet 1832 et septembre 1833 par la famille Lamartine, le poète étant accompagné de sa femme et de  sa fille Julia, eut beaucoup de succès tout au long du XIXe siècle. Sarga Moussa rappelle  que "ce récit de voyage, remarquable notamment par ses descriptions de paysages, est un texte capital dans la tradition des grands écrivains-voyageurs au Levant, entre l'Itinéraire de Paris à Jérusalem (1811) de Chateaubriand et le Voyage en Orient (1851) de Nerval."
L'œuvre de Lamartine se présente sous la forme d'un journal de voyage, les "notes d'un voyageur", mais est divisée en sections le plus souvent géographiques ("Syrie.- Galilée", "Jérusalem", "Constantinople", etc.) ou thématiques ("Visite au pacha", "Visite à lady Esther Stanhope", "Notes sur la Servie", etc.)
Le Voyage en Orient marqua les débuts de Lamartine en tant que prosateur, lui qui était alors essentiellement connu comme poète ; ce fut aussi, notamment grâce au "Résumé politique" placé à la fin de l'ouvrage, un maillon essentiel qui permit à son auteur d'accéder au pouvoir, en 1848. Les paysages qu'il décrit, les poèmes qu'il égrène ici et là, les portraits qu'il dessine, notamment celui de lady Esther Stanhope, les récits qu'il intercale, notamment ses "Fragments du poème d'Antar", les notes religieuses ou politiques, celles sur la Serbie ou bien le "Résumé politique", font tout le charme de ce vaste panorama qu'est le Voyage en Orient.

## Le Liban
"C'est incontestablement la montagne libanaise, que Lamartine fait véritablement entrer en littérature, qui donne lieu au plus grand nombre de descriptions de paysages." Le Liban, ses montagnes et ses ruines inspirèrent au poète une grande partie de son "Episode", l'épopée de La Chute d'un ange. Cependant c'est aussi à Beyrouth qu'il assista à la mort de sa fille, Julia, le 6 décembre 1832 ; le poème "Gethsémani, ou la Mort de Julia" a naturellement sa place dans le Voyage en Orient.

## Sa rencontre avec des Arméniens de Damas
Lamartine, lors de son voyage, a rencontré des Arméniens de Damas à la date du 2 avril 1833. S’il met en avant de prime abord l’apparente pauvreté du quartier arménien  “On dirait un des plus misérables villages de nos provinces.”, il a ensuite été “frappé de la richesse et de l'élégance de ces habitations à l'intérieur.” Il a remarqué notamment les superbes fontaines, le marbres ou les magnifiques tapis. Il s’est ensuite extasié sur la beauté des Arméniennes : “ La vue des femmes et des jeunes filles arméniennes de Damas a tout surpassé”. Il a noté cependant qu’elle se marie très jeune à des hommes qu’on leur choisit. Enfin, il a relaté sa rencontre avec le chef de la communauté, homme pour lequel il vante la justesse de ses opinions : “Cet homme, bien qu'il ne soit jamais sorti de Damas, a les notions les plus justes et les mieux raisonnées sur l'état politique de l'Europe.”

## LeNouveau Voyage en Orient
Au lendemain de son échec cuisant en politique, Lamartine effectua un deuxième voyage en Méditerranée et en Turquie pour y prendre possession des domaines que le sultan lui avait donnés en concession. Mais l'exploitation de ce domaine ne put se faire, les capitaux lui ayant manqué. Il en reste un récit de voyage, intitulé Nouveau Voyage en Orient et publié en 1850.

## Sources
Alphonse de Lamartine
- Voyage en Orient, Texte établi, présenté et annoté par Sarga Moussa, Paris, Honoré Champion, 2000.
- Voyage en Orient, Edition de Sophie Basch, Gallimard, collection "Folio Classique", n° 5230, 2011.
- Nouveau Voyage en Orient (1850), Elibron Classics, 2006,  (ISBN 0543983005).